# No Infinito Deste Amor
No Infinito Deste Amor é o oitavo álbum ao vivo do cantor irlandês David Quinlan, gravado durante a décima segunda Conferência Paixão, Fogo e Glória na Igreja Bíblica da Paz em São Paulo no ano de 2008. O disco mescla o canto congregacional com o pop rock. O projeto gráfico foi feito pela Quartel Design. Em 2011, juntamente com o álbum "Eu Quero Mais", foi lançado o DVD da apresentação, que inclui 2 músicas exclusivas.

## Faixas
1. "Ao Meu Amado"
2. "Agnus Dei"
3. "Tudo Que Tem Fôlego"
4. "Cristo Jesus"(Exclusiva do DVD)
5. "Eu Sou Livre"
6. "Salmo 103"
7. "Bendize ao Senhor"
8. "D´Ele, Por Ele, Para Ele"
9. "Ninguém me Toca como Tu"
10. "Sussurrando o meu Nome"
11. "Meu Coração Enche de Amor"
12. "No Infinito Deste Amor"
13. "Eu Sou de Cristo"
14. "Vou Pular..."(Exclusiva do DVD)